# Bracon confusus
Bracon confusus är en stekelart som beskrevs av Austin 1989. Bracon confusus ingår i släktet Bracon och familjen bracksteklar. Inga underarter finns listade.